# Monocephalus fuscipes
Monocephalus fuscipes là một loài nhện trong họ Linyphiidae. Chúng được John Blackwall miêu tả năm 1836.